# One Cold Night
One Cold Night — дебютный концертный акустический альбом южноафриканской пост-гранж группы Seether, вышедший в 2006 году.

## Об альбоме
Диск входит в серию MTV Unplugged. One Cold Night включает треки из альбомов Disclaimer, Karma and Effect и Fragile.

## Список композиций
1. «Gasoline» — 2:57
2. «Driven Under» — 4:58
3. «Diseased» — 3:46
4. «Truth» — 5:15
5. «Immortality (кавер на Pearl Jam)» — 5:02
6. «Tied My Hands» — 5:16
7. «Sympathetic» — 4:12
8. «Fine Again» — 5:05
9. «Broken» — 4:17
10. «The Gift» — 5:36
11. «Remedy» — 3:41
12. «Plastic Man» — 3:34
13. «The Gift» (Альтернативный микс) — 4:24

## Позиции в чартах
| Чарт (2006)       | Позиции |
| ----------------- | ------- |
| The Billboard 200 | 50      |
| Чарт рок-альбомов | 20      |